# Артел
Артел (фр. Arthel) насеље је и општина у источном делу централне Француске у региону Бургоња, у департману Нијевр која припада префектури Кон Кур сир Лоар.
По подацима из 2011. године у општини је живело 97 становника, а густина насељености је износила 12,55 становника/km². Општина се простире на површини од 7,73 km². Налази се на средњој надморској висини од 280 метара (максималној 353 m, а минималној 229 m).

## Демографија
| 1962. | 1968. | 1975. | 1982. | 1990. | 1999. | 2011. |
| ----- | ----- | ----- | ----- | ----- | ----- | ----- |
| 151   | 161   | 151   | 120   | 97    | 70    | 97    |

График промене броја становника у току последњих година